# Drosophila okadai
Drosophila okadai är en tvåvingeart som beskrevs av Hajimu Takada 1959. Drosophila okadai ingår i släktet Drosophila och familjen daggflugor.
Artens utbredningsområde är Japan.